# داروی موضعی
داروی موضعی یا پُماد دارویی است که بر سطح بدن مانند پوست و یا غشاء مخاطی به کار می‌رود و در اشکال  پماد، کرم، کف، ژل و یا لوسیون یافت می‌شود. در رایجترین حالت پماد (به فرانسوی: Pommade) نوع نیمه جامد شکل دارویی است که در درجه حرارت بدن انسان یا حیوان نرم می‌شود. پماد روی پوست سالم یا غیر سالم را می‌پوشاند.

## کرم و پماد چشمی
از نظر تکنولوژی کرم‌ها و پمادهای چشمی شکل خاصی از پماد هستند.
کرم شکلی از پماد، محتوی بیشتر از ۱۰% آب است. پماد چشمی برای معالجه بیماری‌های چشم و عاری از میکرب است.

## تاریخچه

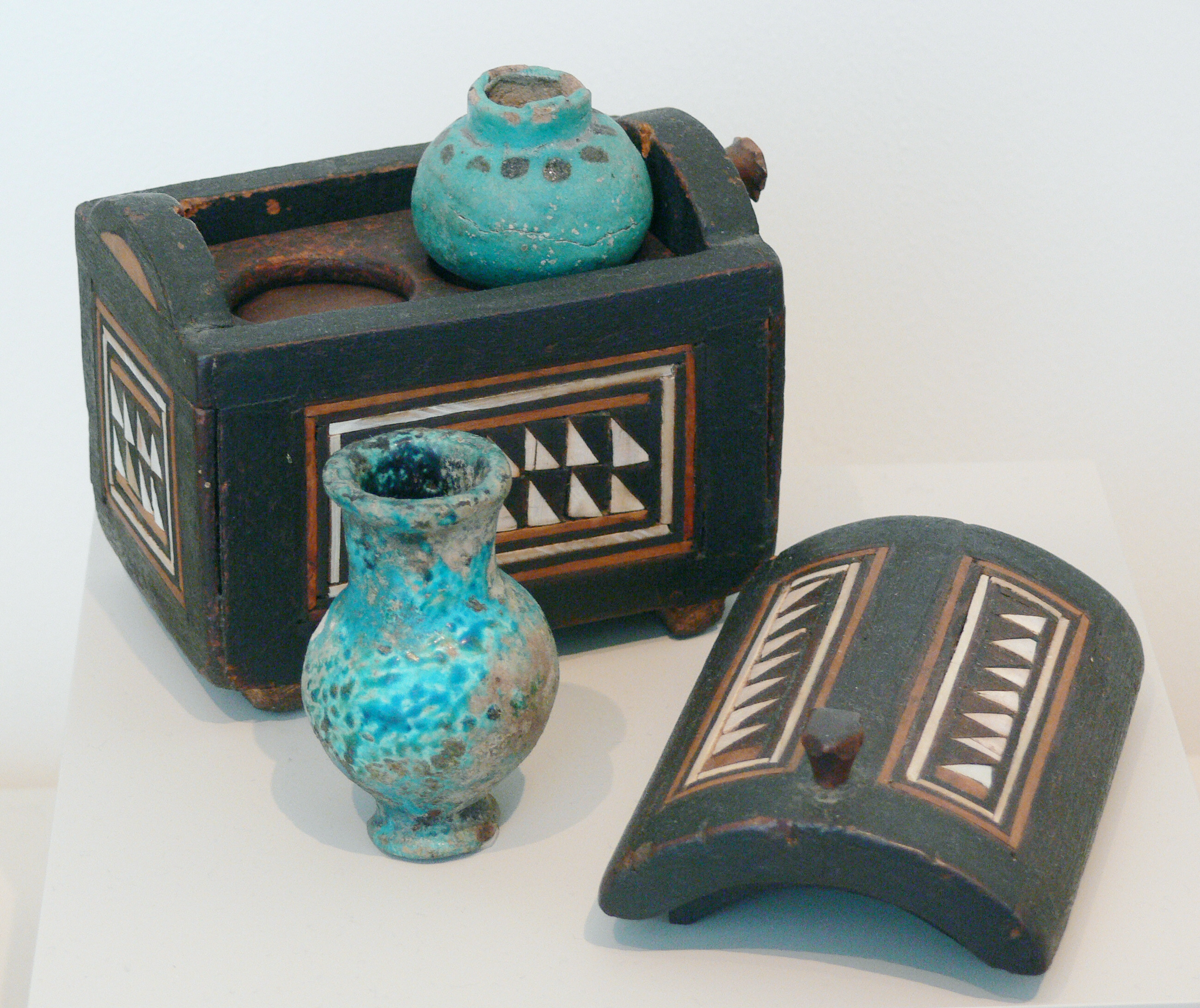

پمادها قدیمی‌ترین شکل دارویی هستند. در دوره گذشته انسانها از حیوان‌های شکار شده چربی به دست می‌آوردند و از این چربی پماد می‌ساختند.
امروزه از چربی حیوانات خیلی کم استفاده می‌شود. فقط از چربی خوک و موم زنبور عسل استفاده می‌شود. کارخانه‌های داروسازی از مواد نفتی و گیاهی استفاده می‌کنند.

## پماد اصلی
مادهٔ اصلی پمادها یک گونه پماد است که هیچ گونه مواد دارویی ندارد و برای ساختن پمادهای دارویی به کار می‌رود. 

## پماد اصلی با منشا نفتی
- وازلین زرد
- وازلین بی رنگ

وازلین بی رنگ از وازلین زرد ساخت می‌شود. وازلین زرد با اسید سولفوریک تصفیه می‌شود.

## پماد اصلی با منشا طبیعی
- موم زنبور عسل
- چربی گوسفند
- چربی خوک
- چربی نهنگ

## مواد مصنوعی
ماکروگول / یک گونه از هیدروژل است./
بر اساس نوع پماد اصلی پمادها به دو دسته محلول در آب و محلول در چربی تقسیم می‌شوند.
- پمادهای روغنی
- پمادهای آبی

## دسته بندی پمادها
بر اساس محلولیت داروها در پماد اصلی، پمادها به سه دسته تقسیم می‌شود 
- داروهای محلول در پماد
- پمادهای نامیزه (امولسیون) و پمادهای سوسپانسیون
- پمادهای ترکیبی ازداروهای سوسپانسیون و امولسیون